# Alfonso Partida Labra
Alfonso Partida Labra (25 de diciembre de 1932-19 de diciembre de 2020) fue un médico, activista del sector salud, político comunista, y líder social mexicano.

## Biografía
Nació el 25 de diciembre de 1932 en el seno de una familia de clase media en Guadalajara. Estudió en la Escuela Secundaria del Estado; el bachillerato en la Escuela Preparatoria de Jalisco, donde adquirió el espíritu crítico que fue una característica en él y que lo acompañaría en su vida y en su participación en movimientos sociales; en 1952 ingresó a la Facultad de Medicina de la Universidad de Guadalajara. En 1957 fue nombrado catedrático en la Preparatoria de Jalisco y en la facultad mencionada. Se graduó en 1958 como médico cirujano y partero.
De 1961 a 1963, se especializó en cirugía de tórax en el Instituto A.V. Vishnevsky de la Unión de Repúblicas Socialistas Soviéticas (URSS). En 1964, cuando en la Ciudad de México hubo paros de labores por parte de médicos residentes e internos, debido a que en diciembre de ese año no recibirían aguinaldo, Partida Labra se solidarizó con el movimiento, y pidió a los galenos tapatíos que también lo respaldaran.
En 1953 se afilió al Partido Comunista Mexicano (PCM), que desapareció en 1981 y cuyo sucesor fue, desde ese año, el Partido Socialista Unificado de México (PSUM); este último, en conjunción con el Partido Popular Socialista (PPS) lo postuló como candidato a la diputación federal por el XIV distrito electoral federal de Jalisco con sede en Guadalajara, en las Elecciones federales de México de 1985, en las que quedó en tercer lugar, con 3114 votos; el candidato ganador fue el priista Arnulfo Villaseñor Saavedra, con 23 451 sufragios.
Partida Labra, protagonista del movimiento médico del Hospital Civil de Guadalajara en pro de los derechos laborales de los facultativos, de la obtención de salarios (no los tenían) y de contar con cargas horarias de trabajo adecuadas, fue expulsado de dicho nosocomio el 16 de marzo de 1968, por pistoleros de la Federación de Estudiantes de Guadalajara (FEG), liderada entonces por Enrique Alfaro Anguiano.

### Deceso
El médico Alfonso Partida Labra murió el 19 de diciembre de 2020, víctima de la enfermedad por coronavirus de 2019.